# 10577 Їгчесмузеум
10577 Їгчесмузеум (10577 Jihčesmuzeum) — астероїд головного поясу, відкритий 2 травня 1995 року.
Тіссеранів параметр щодо Юпітера — 3,383.